# Arif Ahmet Denizolgun
Arif Ahmet Denizolgun (Isztambul, 1955 – Isztambul, 2016. szeptember 8.) török politikus és vallási vezető. 2000-től a szülejmandzsi mozgalom feje.

## Élete
1956-ban született Isztambulban. Építészmérnöki diplomát szerzett a török Állami Szépművészeti Akadémián. Az Adalet Párt színeiben kezdett politizálni, Antalya képviselője volt. Ma a Demokrata Pártban politizál. 1997 és 1999 között Mesut Yılmaz kormányában volt közlekedési miniszter, s mint ilyen Magyarországon is járt hivatalos úton. Az Antalya és Alanya között létesítendő gyorsvasút lelkes híve.
Testvére Mehmet Beyazit Denizolgun az AKP Párt képviselője.
Politikai karrierje mellett 2000-ben Kemal Kaçar halála után átvette a Süleyman Hilmi Tunahan alapította muszlim mozgalom vezetését.
Isztambul Ümraniye nevű kerületében élt.